# Monika Mai
Monika Mai, geschiedene Ruff-Händelkes, (* 27. September 1960 in München) ist eine deutsche Politikerin (SPD). Sie war von 2005 bis 2010 Abgeordnete des Landtags von Nordrhein-Westfalen.

## Leben
Mai machte von 1978 bis 1980 eine Ausbildung zur Arzthelferin und war danach bis 1985 in diesem Beruf tätig. Von 1988 bis 1990 war sie Arztsekretärin und vier Jahre danach machte sie den Abschluss der Fachhochschulreife nach. Ab 2000 studierte sie  Sozialmanagement an der Hochschule Niederrhein in Mönchengladbach.
Monika Mai hat drei Kinder und lebt in Viersen.

## Politik
Mai ist seit 1995 Mitglied der SPD und seit 2002 stellvertretende Vorsitzende des Kreisverbandes Viersen. Sie gehörte von 1999 bis 2009 dem Rat der Stadt Viersen an und war von 2004 bis 2009 erste stellvertretende Bürgermeisterin der Stadt Viersen. Von 2005 bis 2010 war sie Abgeordnete des Landtags von Nordrhein-Westfalen und ordentliches Mitglied im Ausschuss für Bauen und Verkehr und im Rechtsausschuss. Seit 2009 ist sie Mitglied im Kreistag des Kreises Viersen.